# Tweetandschildwants
De   tweetandschildwants (Picromerus bidens) is een wants uit de familie van de schildwantsen (Pentatomidae).

## Uiterlijk
De tweetandschildwants is 10 tot 14 mm lang. Hij is donkerbruin en op zijn halsschild (pronotum) heeft hij twee rode stippen. De naam dankt hij aan de twee puntige, bruine stekels op de zijkanten van het halsschild. Deze zijn nog niet ontwikkeld als ze nog een nimf zijn.

## Verspreiding en habitat
De soort is te vinden in Europa,  Noord-Azië en Japan. Hij is voor 1932 geïntroduceerd in Noord-Amerika en bekend van ten minste 180 plaatsen.. De wants is in Nederland en België algemeen verspreid.
Ze zijn te vinden in loof- en gemengde bossen en ze geven de voorkeur aan vochtige locaties, zoals langs het bos of in duinlandschappen, waar de voedselplanten van vele rupsen en keverlarven kunnen worden gevonden.

## Leefwijze
De tweetandschildwants is roofzuchtig en leeft van rupsen, keverlarven en bladluizen. De nimfen leven van dezelfde prooien, maar drinken soms ook sap van planten. De keuze van de prooi is afhankelijk van het seizoen en beschikbaarheid van voedsel.  
De vrouwtjes leggen op de top van de bladeren de eitjes, die daar overwinteren. Soms overwintert hij als nimf. De imago is te zien van juli tot oktober.  
Als ze zich bedreigd voelen, scheiden ze een onaangename geur af.

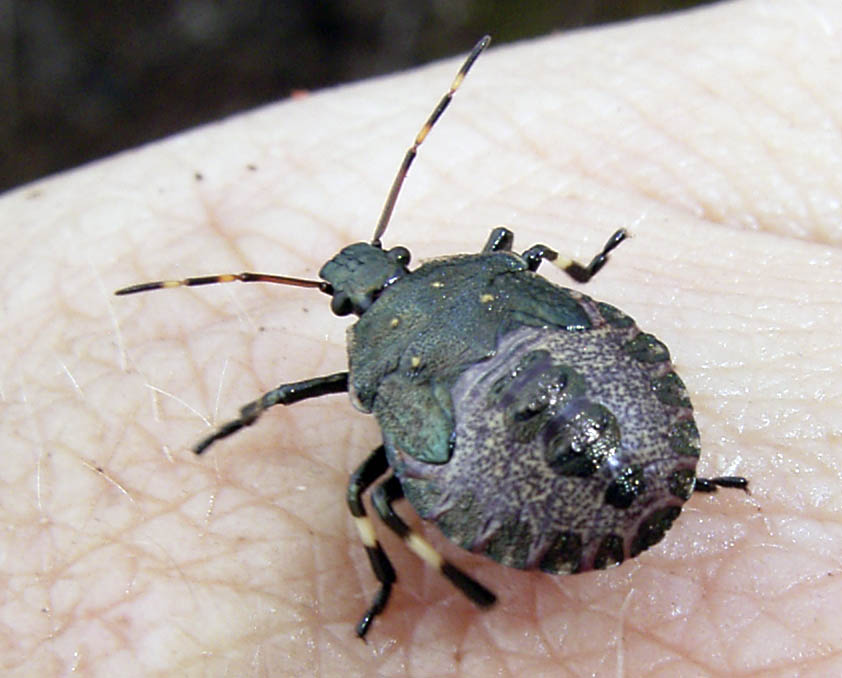
Nimf